# 11430 Lodewijkberg
A 11430 Lodewijkberg (ideiglenes jelöléssel 9560 P-L) a Naprendszer kisbolygóövében található aszteroida. Cornelis Johannes van Houten,  Ingrid van Houten-Groeneveld és Tom Gehrels fedezte fel 1960. október 17-én.